# Nils Agrell
Nils Agrell, född den 6 maj 1885 i Uddevalla, död den 19 oktober 1974 i Nyköping, var en svensk biblioteksman.
Agrell avlade filosofisk ämbetsexamen vid Uppsala universitet 1909 och filosofie licentiatexamen 1938. Han blev amanuens vid Kungliga Biblioteket 1919 och andre bibliotekarie där 1927. Agrell var förste bibliotekarie 1943–1950. Han översatte Pirandellos Sex roller söka en författare (1924), Alla ha rätt (1925) och För att skyla sin nakenhet (1925).
I Sörmlands museums samlingar finns hans arkiv, inklusive dagböcker, bevarat.